# You and Me (песня Джоан Франки)
«You and Me» (Ты и я) — песня нидерландской певицы Джоан Франки, представляющая страну на музыкальном конкурсе Евровидение 2012. Музыкальный сингл «You and Me» вышел в продажу в формате цифровой дистрибуции 27 февраля 2012 года. Авторами песни являются Джоан Франка и Джессика Хогенбом (известная под псевдонимом Jessie Maria). Сингл возглавил голландский хит-парад Mega Single Top 100 2 марта 2012 года.

## Информация о песне
Джоан Франка выступила с песней «You and Me» 26 февраля 2012 на музыкальном фестивале Nationaal Songfestival. Певица была одета в костюм североамериканских индейцев и украшение из перьев в стиле индейцев; это связано с историей, раскрывающейся в тексте песни: героиня вспоминает о своём детстве, где она играла в индейцев со своей 'первой любовью'. Джоан Франка играла на гитаре, также на сцене присутствовали музыканты, игравшие на бубнах, барабане, банджо и небольшом струнном инструменте, похожем на укулеле.

## Список композиций
Digital download
1. «You and Me» — 3:01

- Вокал — Джоан Франка
- Продюсеры — Джоан Франка, Джессика Хогенбом
- Текст песни — Джоан Франка, Джессика Хогенбом

## Позиции в чартах
| Чарт                        | Наивысшая позиция |
| --------------------------- | ----------------- |
| Нидерланды (Single Top 100) | 1                 |
| Нидерланды (Dutch Top 40)   | 7                 |

## Хронология релизов
| Страна     | Дата            | Формат               |
| ---------- | --------------- | -------------------- |
| Нидерланды | 27 февраля 2012 | цифровая дистрибуция |